# Nuvoli ND.6.6
Il Nuvoli ND.6.6, costruito nel febbraio del 1933, era un aereo monoplano, quadriposto da turismo veloce ad ala bassa realizzato dall'azienda Società Nazionale Officine di Savigliano negli anni quaranta del XX secolo e rimasto allo stadio di prototipo.

## Storia del progetto
Dopo aver realizzato il prototipo del Fiat N.3, il capitano ingegnere Prospero Nuvoli decise di iniziare in proprio la costruzione di velivoli derivati dal N.3.  Nel 1932 fondò a Borgo San Paolo, Torino, l'azienda Laboratorio Artigianale Aeronautico di cui divenne amministratore e progettista. Coadiuvato da cinque operai realizzò il prototipo del Nuvoli N.5 che fu poi costruito in alcuni esemplari di varie versioni. L'11 agosto 1938 Nuvoli cedette la sua azienda alla Società Nazionale Officine di Savigliano, ed insieme la nuova ditta rilevò, per la cifra di 64 000 lire dell'epoca, anche il progetto di un velivolo da turismo bimotore quadriposto, che fu designato Nuvoli ND.6.6. Tale aereo era originariamente destinato alla famiglia Dalé.

## Tecnica
Il Nuvoli N.6.6 era un monoplano quadriposto da turismo veloce ad ala bassa. 
Il carrello d'atterraggio era triciclo posteriore fisso, con le gambe principali ricoperte da carenature aeronautiche. All'estremità della fusoliera vi era un pattino d'atterraggio.
La propulsione era affidata a due motori radiali a 7 cilindri a singola stella raffreddati ad aria Pobjoy Niagara 3 eroganti la potenza di 90 hp (67 kW), ed azionanti eliche bipala. La cabina passeggeri ospitava quattro persone, ed era completamente chiusa.

## Impiego operativo
Il prototipo, immatricolato I-ABYX, andò in volo il 12 novembre 1940, a seconda guerra mondiale già iniziata, nelle mani del collaudatore cav. Domenico Motterle. Nel corso del volo di collaudo l'aereo raggiunse la velocità massima di 200 km/h, e ciò indusse i tecnici a ridurre il diametro delle eliche di 30 cm. Il velivolo rimase abbandonato a Savigliano fino alla data dell'armistizio dell'8 settembre 1943. Catturato dalle truppe tedesche fu provato in volo, ma senza suscitare alcun interesse. Rimasto presso la ditta, nel dopoguerra non vi fu nessun interesse per la ripresa della produzione, e il prototipo finì appeso al soffitto di uno dei magazzini dell'azienda dove rimase fino al 1957, quando fu venduto ad un demolitore locale.

### Periodici
- Luigi Gorena, I Nuvoli: una famiglia di aerei leggeri con qualche primato, in Aerofan, Milano, Associazione Italiana per la Storia dell'Aviazione, aprile-giugno 1972,  pp. 44-54.
- Alessio Sgarlato, Prospero Nuvoli artigiano dell'aria, in Aerei nella Storia, Parma, West-Ward Edizioni, dicembre-gennaio 2018-2019,  pp. 10-15.